# Längdhopp för herrar i friidrott vid olympiska sommarspelen 1976
Herrarnas längdhopp vid olympiska sommarspelen 1976 i Montréal avgjordes den 28-29 juli. 

## Medaljörer
| Gren         | Guld                 | Guld   | Silver               | Silver | Brons                          | Brons  |
| 20 längdhopp | Arnie Robinson · USA | 8,35 m | Randy Williams · USA | 8,11 m | Frank Wartenberg · Östtyskland | 8,02 m |

## Resultat

### Kval

#### Grupp A
| Placering | Bästa | Hoppare                       | Försök | Försök | Försök | Resultat | Noteringar |
| Placering | Bästa | Hoppare                       | 1      | 2      | 3      | Resultat | Noteringar |
| --------- | ----- | ----------------------------- | ------ | ------ | ------ | -------- | ---------- |
| 1         | 1     | Randy Williams (USA)          | 7.68   | 7.97   | —      | 7.97 m   |            |
| 2         | 2     | Arnie Robinson (USA)          | X      | 7.95   | —      | 7.95 m   |            |
| 3         | 3     | Larry Myricks (USA)           | 7.55   | 7.67   | 7.92   | 7.92 m   |            |
| 4         | 4     | Valerij Podluzjnij (URS)      | 7.71   | 7.90   | —      | 7.90 m   |            |
| 5         | 5     | Frank Wartenberg (GDR)        | 7.89   | —      | —      | 7.89 m   |            |
| 6         | 6     | João Carlos de Oliveira (BRA) | 7.87   | —      | —      | 7.87 m   |            |
| 7         | 7     | Nenad Stekić (YUG)            | 7.68   | 7.56   | 7.82   | 7.82 m   |            |
| 8         | 8     | Jacques Rousseau (FRA)        | 7.82   | —      | —      | 7.82 m   |            |
| 9         | 9     | Hans Baumgartner (FRG)        | 7.81   | —      | —      | 7.81 m   |            |
| 10        | 11    | Aleksej Pereverzev (URS)      | 7.78   | X      | 7.75   | 7.78 m   |            |
| 11        | 13    | Grzegorz Cybulski (POL)       | 7.60   | 7.71   | 7.66   | 7.71 m   |            |
| 12        | 14    | Hans-Jürgen Berger (FRG)      | 7.53   | 7.46   | 7.70   | 7.70 m   |            |
| 13        | 18    | Milán Matos (CUB)             | 7.23   | 7.56   | 7.57   | 7.57 m   |            |
| 14        | 20    | Tõnu Lepik (URS)              | 7.41   | 7.49   | X      | 7.49 m   |            |
| 15        | 25    | George Swanston (TRI)         | 7.31   | 7.40   | 7.29   | 7.40 m   |            |
| 16        | 26    | Philippe Deroche (FRA)        | 7.31   | 7.38   | 7.31   | 7.38 m   |            |
| 17        | 32    | Rafael Blanquer (ESP)         | X      | X      | 6.19   | 6.19 m   |            |

#### Grupp B
| Placering | Bästa | Hoppare                        | Försök | Försök | Försök | Resultat | Noteringar |
| Placering | Bästa | Hoppare                        | 1      | 2      | 3      | Resultat | Noteringar |
| --------- | ----- | ------------------------------ | ------ | ------ | ------ | -------- | ---------- |
| 1         | 10    | Rolf Bernhard (SUI)            | 7.56   | 7.79   | 7.75   | 7.79 m   |            |
| 2         | 12    | Fletcher Lewis (BAH)           | 5.99   | 7.66   | 7.73   | 7.73 m   |            |
| 3         | 15    | Roy Mitchell (GBR)             | 7.46   | 7.64   | 7.69   | 7.69 m   |            |
| 4         | 16    | Chandrapillai Yohannan (IND)   | 7.62   | X      | 7.67   | 7.67 m   |            |
| 5         | 17    | Roland Desruelles (BEL)        | 7.60   | 7.11   | X      | 7.60 m   |            |
| 6         | 19    | Richard Rock (CAN)             | 7.44   | 7.24   | 7.57   | 7.57 m   |            |
| 7         | 21    | Jim Buchanan (CAN)             | 5.61   | 7.49   | X      | 7.49 m   |            |
| 8         | 22    | Jim McAndrew (CAN)             | 7.45   | 7.45   | 7.48   | 7.48 m   |            |
| 9         | 23    | Roberto Veglia (ITA)           | 7.12   | 7.48   | 7.41   | 7.48 m   |            |
| 10        | 24    | Christopher Commons (AUS)      | 7.46   | X      | X      | 7.46 m   |            |
| 11        | 27    | Panagiotis Khatzistathis (GRE) | 6.83   | 7.10   | 7.33   | 7.33 m   |            |
| 12        | 28    | Brou Kouakou (CIV)             | 7.12   | 7.20   | 5.61   | 7.20 m   |            |
| 13        | 29    | Calvin Greenaway (ANT)         | 6.96   | 6.76   | 6.92   | 7.46 m   |            |
| 14        | 30    | Papa Ibrahima Ba (SEN)         | 6.96   | 5.21   | X      | 6.96 m   |            |
| 15        | 31    | Tony Moore (FIJ)               | X      | 6.81   | X      | 6.81 m   |            |
| —         | —     | Ghassan Faddoul (LIB)          | X      | X      | X      | NM       |            |

### Final
| Placering | Hoppare                       | Försök | Försök | Försök | Försök | Försök | Försök | Resultat | Noteringar |
| Placering | Hoppare                       | 1      | 2      | 3      | 4      | 5      | 6      | Resultat | Noteringar |
| --------- | ----------------------------- | ------ | ------ | ------ | ------ | ------ | ------ | -------- | ---------- |
| 1         | Arnie Robinson (USA)          | 8.35   | 8.26   | X      | 8.04   | 8.16   | 7.91   | 8.35 m   |            |
| 2         | Randy Williams (USA)          | 8.11   | 7.81   | X      | X      | X      | 7.81   | 8.11 m   |            |
| 3         | Frank Wartenberg (GDR)        | 7.81   | —      | X      | 8.02   | 7.84   | X      | 8.02 m   |            |
| 4         | Jacques Rousseau (FRA)        | 8.00   | 7.82   | 7.67   | 7.91   | X      | 7.62   | 8.00 m   |            |
| 5         | João Carlos de Oliveira (BRA) | 8.00   | X      | 7.76   | —      | —      | 7.85   | 8.00 m   |            |
| 6         | Nenad Stekić (YUG)            | 7.75   | 7.81   | 7.89   | 7.80   | X      | 7.77   | 7.89 m   |            |
| 7         | Valerij Podluzjnij (URS)      | 7.70   | 7.88   | 7.77   | 7.84   | X      | 7.66   | 7.88 m   |            |
| 8         | Hans Baumgartner (FRG)        | X      | X      | 7.84   | X      | X      | X      | 7.84 m   |            |
|           |                               |        |        |        |        |        |        |          |            |
| 9         | Rolf Bernhard (SUI)           | 7.70   | 7.71   | 7.74   |        |        |        | 7.74 m   |            |
| 10        | Aleksej Pereverzev (URS)      | 7.55   | 4.89   | 7.66   |        |        |        | 7.66 m   |            |
| 11        | Fletcher Lewis (BAH)          | 7.61   | 7.31   | X      |        |        |        | 7.61 m   |            |
| —         | Larry Myricks (USA)           | —      | —      | —      |        |        |        | DNS      |            |